# Eumecocera anomala
Eumecocera anomala är en skalbaggsart som först beskrevs av Bates 1884.  Eumecocera anomala ingår i släktet Eumecocera och familjen långhorningar. Inga underarter finns listade i Catalogue of Life.